# 875年
| 千纪： | 1千纪                                                                                           |
| 世纪： | 8世纪 \| 9世纪 \| 10世纪                                                                        |
| 年代： | 840年代 \| 850年代 \| 860年代 \| 870年代 \| 880年代 \| 890年代 \| 900年代                       |
| 年份： | 870年 \| 871年 \| 872年 \| 873年 \| 874年 \| 875年 \| 876年 \| 877年 \| 878年 \| 879年 \| 880年 |
| 纪年： | 乙未年（羊年）；唐乾符二年；南詔建極十六年；日本貞觀十七年                                      |

## 大事记
- 中國
  - 唐僖宗任宦官小馬坊使田令孜為神策軍中尉，呼為阿父，委以政事。
  - 狼山鎮遏使王郢等有戰功，浙西節度使趙隱不給衣糧，王郢申訴不理，遂叛唐。
  - 盧龍節度使張公素暴戾，被大將李茂勳驱逐，李茂勳自任節度使
  - 黃巢之亂，黃巢響應王仙芝起事。
  - 全國大蝗，自西而東，赤地千里，京兆尹楊知至上奏唐僖宗，蝗虫在京畿，不食稼禾，抱荊棘而死。
- 法蘭克
  - 法蘭克禿頭查理繼位皇帝。
- 波斯
  - 伊斯蘭教遜尼派薩曼·胡達（Saman Khuda）創建薩曼王朝。

## 出生
- 弗鲁埃拉二世 (莱昂)，阿斯图里亚斯國王
- 王贞白，唐朝诗人

## 逝世
- 韓允中，唐朝魏博节度使
- 金堂公主，唐穆宗之女
- 蕭倣 (唐朝)，唐朝宰相
- 云丹，吐蕃赞普
- 景文王，新罗国王
- 路易二世 (意大利)，意大利国王